# Квіткаускас Гінтарас Вікторович
Квітка́ускас Гі́нтарас Ві́кторович (нар. 3 січня 1967, Варена, СРСР) — радянський та литовський футболіст, що виступав на позиціях півзахисника та нападника. Найбільш відомий завдяки виступам у складі вільнюського «Жальгіріса», київського «Динамо» та низки інших клубів. Провів 5 матчів у складі національної збірної Литви. Майстер спорту СРСР (1989).

## Життєпис
Гінтарас Квіткаускас народився у литовському містечку Варена. Футбольну кар'єру розпочав у вільнюському «Жальгірісі» в 1985 році, де спочатку доволі тривалий час виступав за дублюючий склад, а з 1988 року почав залучатися до матчів основни. Після виходу Литви зі складу СРСР відіграв півтора сезони за «Жальгіріс» у чемпіонаті новоствореної країни, здобувши золотий та бронзовий комплекти нагород. У 1991 році Квіткаускас повернувся до чемпіонату СРСР, де захищав кольори ташкентського «Пахтакора».
1992 рік Гінтарас розпочав у складі київського «Динамо», за яке дебютував 7 березня у матчі проти харківського «Металіста» (2:1). Втім, стати основним гравцем киян литовському легіонеру не вдалося і на початку наступного сезону він з'являвся на полі лише у складі «Динамо-2», а другу половину чемпіонату провів у рівненському «Вересі». В той же час він перестав викликатися і до збірної Литви, у складі якої провів в 1992 році 5 матчів і навіть здобув перемогу в Балтійському кубку.
У 1994 році Квіткаускас став гравцем литовського «Панеріса», однак провів за сезон лише 1 матч в у віці 26 років завершив спортивну кар'єру.

## Досягнення
Командні трофеї
- Чемпіон Литви (1): 1991
- Бронзовий призер чемпіонату Литви (1): 1990
- Срібний призер чемпіонату України (1): 1992
- Володар Балтійського кубка (1): 1992

Особисті здобутки
- Майстер спорту СРСР (1989)